# Kitty Hoff

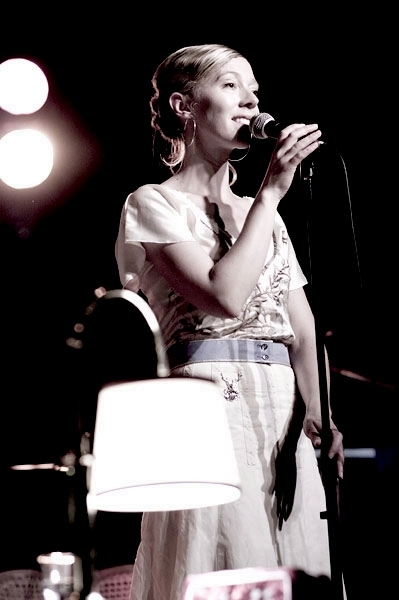
Kitty Hoff (Mai 2009)

Kitty Hoff (bürgerlicher Name Kathrin Kim, geb. Oberhoff * 21. April 1972 in Münster) ist eine deutsche Sängerin, Musikerin und Komponistin aus Berlin, die ihre musikalische Ausrichtung selbst als „ChansonJazz mit deutschen Texten“ beschreibt.

## Leben und Werk
Die Tochter eines Psychologen wuchs im ländlichen Münsterland auf und erhielt früh Klavier- und Geigenunterricht. Sie studierte im Gesangs- und Tanzstudio des Theaters an der Wien und an der Folkwang Hochschule in Essen das Fach Musical. Die industrieartige Produktionsweise des Musical-Business gefiel ihr aber nicht: „Ich will mich nicht für eine Maschinerie ausbilden lassen.“
2000 zog sie nach Berlin und gründete 2004 ihre Band Kitty Hoff & Forêt-Noire. Im selben Jahr erhielt sie ein Tonstudio-Stipendium der Berliner Senatsverwaltung und nahm eigene Kompositionen auf. Mit der Demo-CD und nach einigen Konzerten erhielt sie einen Plattenvertrag beim Platten-Major Virgin/EMI, bei dem am 23. September 2005 das Debütalbum Rauschen veröffentlicht wurde. Am 23. Februar 2007 erschien das zweite Album von Kitty Hoff und Forêt-Noire, Blick ins Tal, das wieder durchgehend von ihr geschrieben und getextet wurde.
2008 folgte der Wechsel zu Blue Note Records, wo ihr drittes Album Zuhause am 24. April 2009 erschien. Das vierte Album Curiose Geschichten (2010) präsentierte gemäß Untertitel des Albumcovers „Interpretationen von Robert Schumanns Kinderszenen“. Das auf Herzog Records herausgebrachte Album zeigte eine Klassik-Swing-Mixtur. Bei Herzog erschien 2013 auch das Album Argonautenfahrt unter der Vertriebsmarke „Edel Kultur/finetunes“ sowie 2016 das Album Plot Point Sieben.
Seit 2019 lebt und arbeitet Kitty Hoff an der Ostsee in der Region Fischland-Darß-Zingst. Sie ist verheiratet und hat 4 Kinder.
Ihre Band Kitty Hoff und Forêt-Noire besteht bzw. bestand aus folgenden Musikern:
- Kitty Hoff – Musik und Texte, Gesang, Singende Säge, Akkordeon, Piano, Melodica
- Beat Lee Burns „formerly known as Alfons X“ – Schlagzeug, Perkussion
- Jacques Maintenant – Kontrabass, E-Bass (2005–2007)
- Moe Jaksch – Kontrabass, E-Bass (2008–heute)
- Phil Marone – Gitarren
- Lu Ferreiro – Piano, Fender Rhodes, Metallophon, Melodica (2005–2007)
- Mark Wenzel – Piano, Rhodes (2008–heute)

## Diskografie

### Alben
- Rauschen (Virgin-EMI, 2005, CD/LP)
- Blick ins Tal (EMI, 2007)
- Zuhause (Blue Note Germany, 2009)[4]
- Curiose Geschichten (Herzog Records, 2010)
- Argonautenfahrt (Herzog Records, 2013)
- Plot Point Sieben (Herzog Records, 2016)

### Singles / Compilations
- Rauschen (2006, Online-Single/3-Track-Promo-Single)
- Große Freiheit (2007, 1-Track-Promo-Single)
- Mein Berlin (2007, Online-Single/1-Track-Promo-Single/4-Track-EP) (Auftragsarbeit/Werbesong für die GSW, Berlin)
- Genuss-Edition DIE ZEIT Chansons du monde (Sony Music, 2013)

## Auszeichnungen
- Preisträgerin bei Jugend musiziert
- zweimalige Preisträgerin in der Kategorie Chanson/Song des Bundeswettbewerbs Gesang Berlin
- Meisterkurs bei der Schauspielerin und Brecht-Diseuse Gisela May
- Tonstudio-Stipendium der Berliner Senatsverwaltung für Wissenschaft, Forschung und Kultur
- Preisträgerin des Wettbewerbs Junge Songpoeten 2005
- Förderpreisträgerin 2006 der Liederbestenliste
- Ausgewählt zur Förderung durch das Goethe-Institut 2006
- Lale Andersen Preis 2008